# Kindavong
Vương thân Kindavong (1900 – 30 tháng 3 năm 1951) là một thân vương Lào và là em trai cùng cha khác mẹ của Phetsarath Rattanavongsa. Trong chiến tranh thế giới thứ hai ông được vua Sisavang Vong bí mật phái đi đại diện cho Lào cho các lực lượng Đồng minh sau khi Nhật chiếm đóng Lào và thủ đô hoàng gia tại Luông Pha Băng vào ngày 7 tháng 4 năm 1945. Sau đó, ông trở thành thủ tướng thứ 2 của Lào từ 23 tháng 4 năm 1946 đến 15 tháng 3 năm 1947.